# 경산 환성사 대웅전 수미단
경산 환성사 대웅전 수미단(慶山 環城寺 大雄殿 須彌壇)은 대한민국 경상북도 경산시 하양읍, 환성사에 있는 조선시대의 수미단이다. 2012년 5월 14일 경상북도의 유형문화재 제439호로 지정되었다.

## 개요
환성사의 대웅전에 있는 이 수미단은 정면 12칸, 측면 4칸의 가구수법으로 조성된 3단의 長方形 수미단이다. 후불벽 뒷면의 출입구를 통해 수미단 내부로 진입이 가능한 구조이며 내부의 일부 부재에는 墨書가 남아 있다.
창호의 결구수법을 활용한 독특한 의장과 조각장식이 돋보이는 秀作으로서 청판의 백색·청색 대비, 족대의 적색·황색 대비를 바탕으로 내부 琪花瑞草와 어우러진 瑞獸들의 생동감 있는 動勢를 통해 조선시대 민화적 요소를 엿 볼 수 있다. 그리고 가릉빈가, 나찰 등은 조선시대 불교미술에서 보기 드문 독특한 도상으로 이를 통해 고려시대에서 조선시대로 이어지는 도상의 변화를 이해하는 데 중요한 자료로 평가된다.
이 수미단의 정확한 제작 시기는 알 수 없지만, 환성사 대웅전이 1635년에 중건되었고 《영천 은해사 백흥암 수미단》과 조각장식에서 흡사한 점으로 미루어 17세기 전반에 제작되었을 가능성이 높다. 주 장식판의 문양과 조각수법은 조선시대 목조공예의 정수를 보여주는 유물로 판단되므로 有形文化財로 지정한다.

## 같이 보기
- 경산 환성사 대웅전 - 보물 제562호
- 영천 은해사 백흥암 수미단 - 보물 제486호

## 참고 자료
- 경산 환성사 대웅전 수미단 - 국가유산청 국가유산포털